# Schloss Eisenfeld

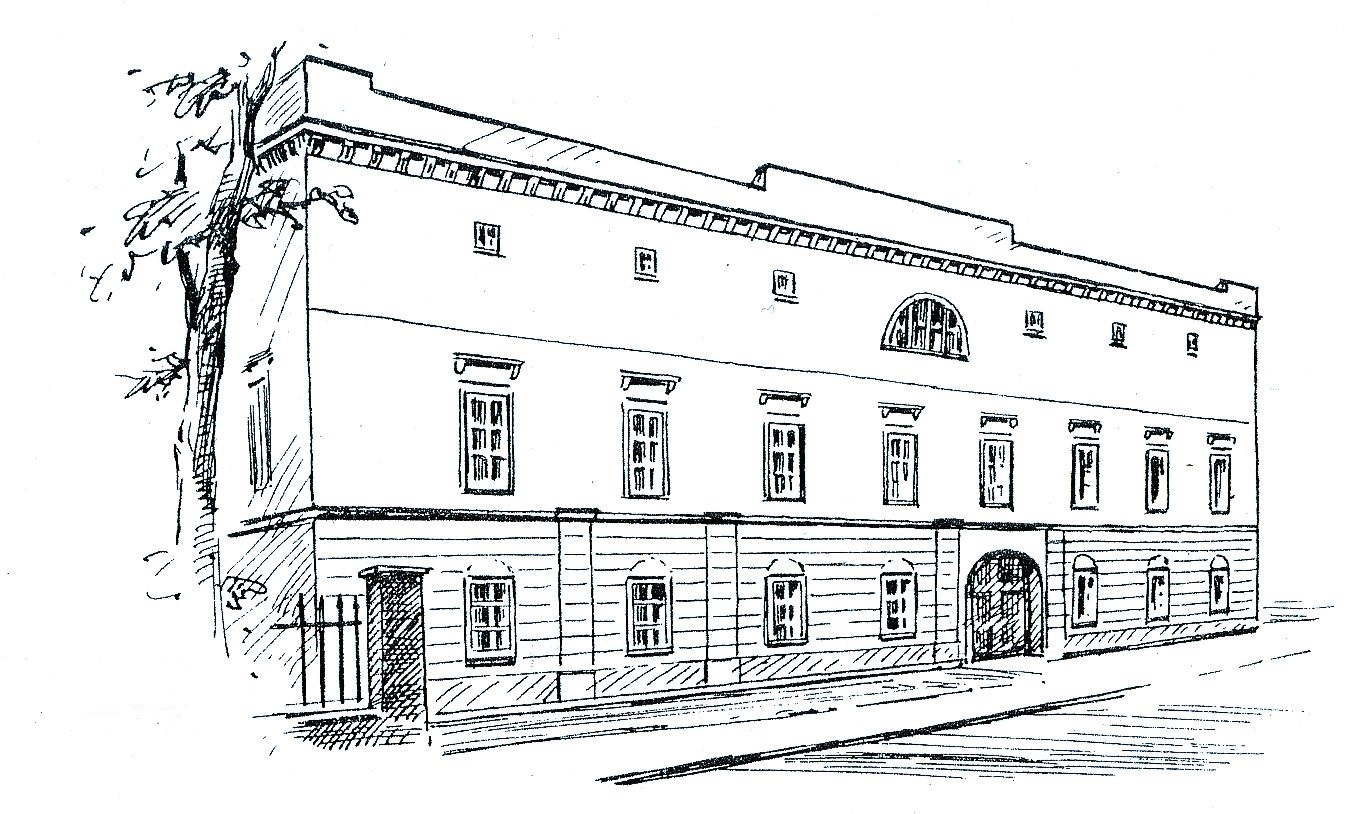
Schloss Eisenfeld nach Konrad Meindl (1878)

Das abgegangene Schloss Eisenfeld (auch Haus an der Straße im Eisenfeld genannt) befand sich in der Stadt Wels in Oberösterreich (Linzerstraße 85).

## Geschichte
Eisenfeld war ursprünglich ein Edelsitz des Herren von Haunold, einem Wohltäter der Stadt Wels. 1531 wurde es ein Lehen derer von Scherffenberg, 1554 gelangte es an Hans Jörger von Tollet. Um 1700 wurde der Besitz von Karl Ferdinand von Eyselsberg (1659–1731) erworben; dieser begann hier mit der Errichtung eines Schlosses und einer Meierei. 1731 ging dieses an Mark Katharina von Scherer und Hohenkrenzberg (1732 bis 1751) über, denen folgte Thomas Edler von Glaß (1751 bis 1754), dann der Sebastian Freiherr von Zillenberg und seine Schwester Mathilde (1755 bis 1765), Johann Paul Mahrhoser (1766 bis 1771), Karl Werneth (1771 bis 1773), Mathias Öhmayr (1773 bis 1780), Ignaz Freiherr von Waldstätten (1780 bis 1783), Heinrich Gottlieb von Uchtritz (1783 bis 1798), Jgnaz Heilinger (1798 bis 1802), Vincenz von Waß (1802 bis 1808), Andreas Redlich, k. k. Obersoldkriegs-Kommissär (1854 2) und dann der k. k. Oberleutnant Franz Thany. Zwischen 1802 und 1808 wurde das Äußere des Schlosses mit einer Empirefassade neu gestaltet.

## Neuere Geschichte
1926 kaufte die Stadt Wels das Schloss und 1929 eröffnete hier einen Kindergarten. Nach dem Ende des Zweiten Weltkrieges waren im Schloss Kriegsflüchtlinge untergebracht. Danach stand das Schloss jahrelang leer und begann zu verfallen. 1966 wurde es abgerissen.

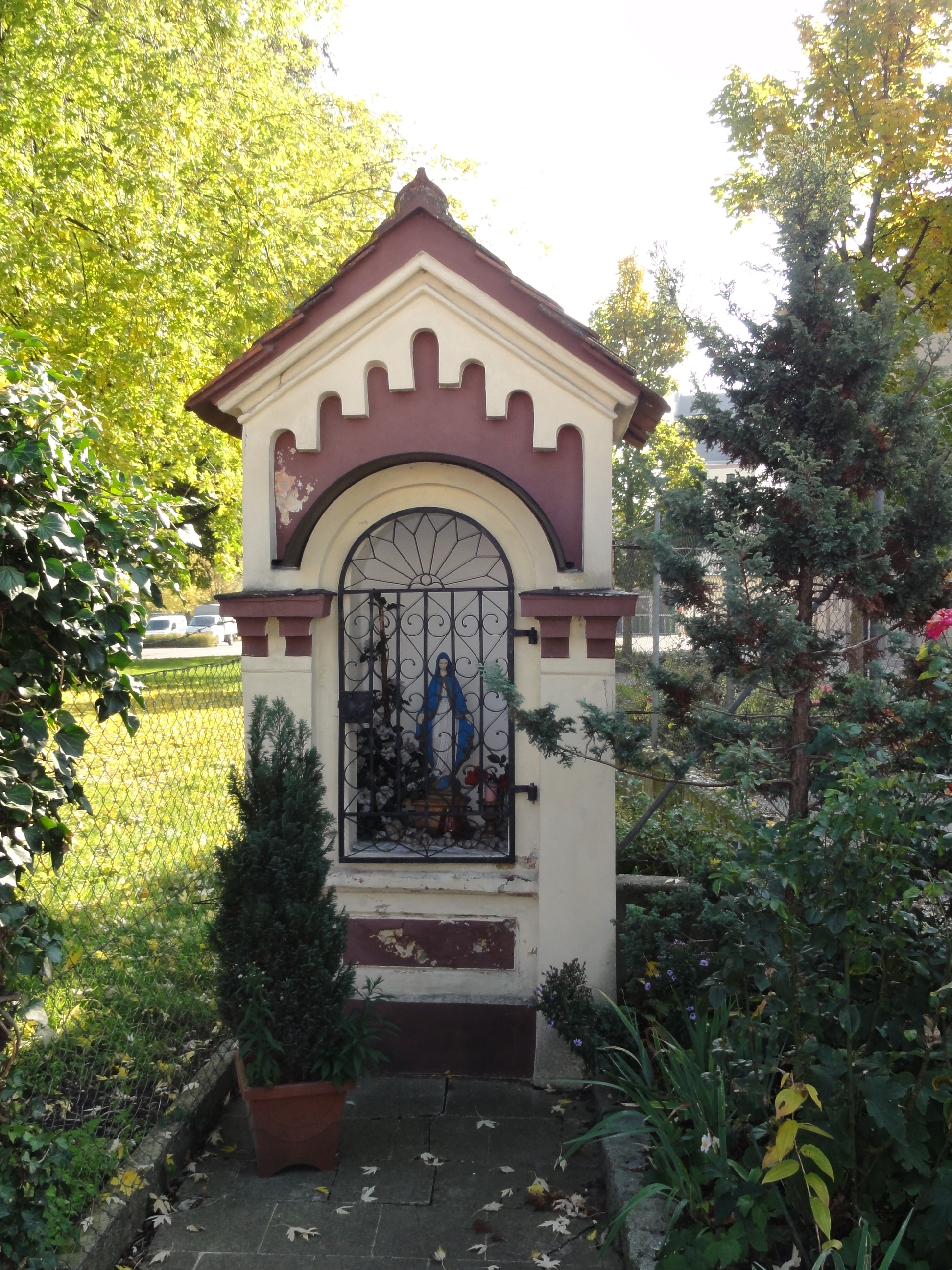
Eisenfeld-Kapelle in Wels

Von dem ehemaligen Schloss kam eine Stuckdecke mit fünf Freskenfeldern, vermutlich Arbeiten eines Comasken, in das Städtische Museum in Wels. Die restaurierte ehemalige Schlosskapelle wurde auf städtischem Grund wieder aufgestellt und ist auch heute noch unter dem Namen Eisenfeld-Kapelle bekannt (Linzer Straße 68).